# Siriella jonesi
Siriella jonesi är en kräftdjursart som beskrevs av Pillai 1964. Siriella jonesi ingår i släktet Siriella och familjen Mysidae. Inga underarter finns listade i Catalogue of Life.